# Walckenaeria aberdarensis
Walckenaeria aberdarensis là một loài nhện trong họ Linyphiidae.
Loài này thuộc chi Walckenaeria. Walckenaeria aberdarensis được Herman Theodor Holm miêu tả năm 1962.